# Бернал, Джон
Джон Десмонд Бернал (англ. John Desmond Bernal; 10 мая 1901, Нина, Ирландия — 15 сентября 1971, Лондон) — британский физик и социолог науки, общественный деятель, марксист. Автор научных работ в области физики, кристаллографии и биохимии.
Профессор Кембриджского и Лондонского университетов. Член Лондонского королевского общества (1937), иностранный член Академии наук СССР (1958).
Вице-президент Всемирной федерации научных работников, президент Всемирного Совета Мира (1959—1965). Лауреат Международной Сталинской премии «За укрепление мира между народами» (1953).

## Биография
Со стороны отца происходил из сефардской семьи, перебравшейся в Ирландию из Амстердама в 1840 году и впоследствии принявшей католицизм. Его мать была американкой.
В 1922 году окончил Кембриджский университет, с 1923 по 1927 год работал в лаборатории Дэви – Фарадея Королевского института Великобритании; c 1927 по 1937 года работал в Кембриджском университете. С 1938 года был профессором Лондонского университета. Во время Второй мировой войны занимался проблемами противовоздушной обороны, был научным советником Штаба межвойсковых операций.

## Научная деятельность
Занимался структурной кристаллографией и рентгеноструктурным анализом, исследовал структуры стиролов, гормонов, витаминов, белков, вирусов, цементов. В 1933 году выдвинул т. н. берналовскую модель льда, которая объяснила поведение воды во всех соединениях.
Научные интересы Бернала были очень широки: он был одним из основателей науковедения — отрасли исследования, изучающей закономерности функционирования и развития науки, структуру и динамику научной деятельности, взаимодействие науки с материальной и духовной сферой жизни общества, её роль в общественном процессе. В книгах «Социальная функция науки», «Наука и общество», «Наука в истории общества» рассматриваются философское значение науки, взаимосвязи науки, техники и социальных условий, влияние науки на общественное развитие. Бернал — один из создателей концепции научно-технической революции; в книге «Мир без войны» (1958) он нарисовал картину общества, освобождённого от ужаса войн и использующего все научные достижения на благо людей.

## Политическая активность
В 1920-е ― 1930-е годы был членом Коммунистической партии Великобритании, участвовал в движении сторонников мира, возглавлял Всемирный Совет Мира.

## Семья
В 21-летнем возрасте, на следующий день после получения степени бакалавра, Бернал женился на Агнес Спрэг, от которой имел двух детей.
В 1937 году от дочери египтолога Алана Гардинера Маргарет Гардинер родился сын Мартин, ставший синологом и антиковедом.
Дочь Джейн (род. 1953) от британской марксистки Марго Хейнеманн (англ.).

## Труды
- The World, the Flesh & the Devil: An Enquiry into the Future of the Three Enemies of the Rational Soul (1929)  Архивная копия от 23 декабря 2005 на Wayback Machine
- Aspects of Dialectical Materialism (1934) совместно с E. F. Carritt, Ralph Fox, Hyman Levy, John Macmurray, R. Page Arnot
- The Social Function of Science (1939)
- Science and the Humanities (1946) pamphlet
- The Freedom of Necessity (1949)
- The Physical Basis of Life (1951)
- Marx and Science (1952) Marxism Today Series No. 9
- Science and Industry in the Nineteenth Century (1953)
- Science in History (1954) four volumes in later editions, The Emergence of Science; The Scientific and Industrial Revolutions; The Natural Sciences in Our Time; The Social Sciences: Conclusions
- World without War (1958)
- A Prospect of Peace (1960)
- Need There Be Need? (1960) брошюра
- The Origin of Life (1967)
- Emergence of Science (1971)
- The Extension of Man. A History of Physics before 1900 (1972), а также A History of Classical Physics from Antiquity to the Quantum
- On History (1980) совместно с Фернаном Броделем
- Engels and Science, Labour Monthly брошюра
- After Twenty-five Years
- Peace to the World, British Peace Committee брошюра

### Переводы на русский язык
- Физика воздушных налетов / Акад. наук СССР — Азербайджанск. филиал. — Баку : АзФАН, 1941. — 18 с. : ил.
- Наука и общество : Сборник статей и выступлений / Пер. с англ. [Предисл. чл.-кор. Акад. наук СССР М. Иовчука, с. III-XXIII]. — Москва : Издательство иностранной литературы, 1953. — XXIII, 300 с., 1 л. портр.
- Наука в истории общества / Пер. с англ. А. М. Вязьминой и др. ; общ. ред. Б. М. Кедрова, И. В. Кузнецова. — Москва : Издательство иностранной литературы, 1956. — 735 с.
- Мир без войны / Пер. с англ. И. З. Романова и В. М. Францовой. — М. : Издательство иностранной литературы, 1960. — 500 с.
- Возникновение жизни / Перевод с англ. И. Б. Бухвалова [и др.] ; Под ред. и с предисл. акад. А. И. Опарина. — Москва : Мир, 1969. — 391 с.
- Марксизм и наука. — Москва : URSS, [2010]. — 110, [1] с. — (Размышляя о марксизме) — ISBN 978-5-484-01173-5

## Цитаты
- Гораздо труднее увидеть проблему, чем найти её решение. Для первого требуется воображение, а для второго только умение[источник не указан 475 дней].
- Диалектический материализм больше относится к стратегии научного исследования, чем к его тактике[10].
- Маркс был очень уж добр к философам или, возможно, он думал о своем прежнем любимце Эпикуре, когда сказал: «Философы лишь различным образом объясняли мир, но дело заключается в том, чтобы изменить его». Задача же, которой совершенно сознательно занялся Платон, заключалась в том, чтобы помешать миру измениться, по крайней мере в направлении к демократии[11].